# 로베르토 벨라르미노

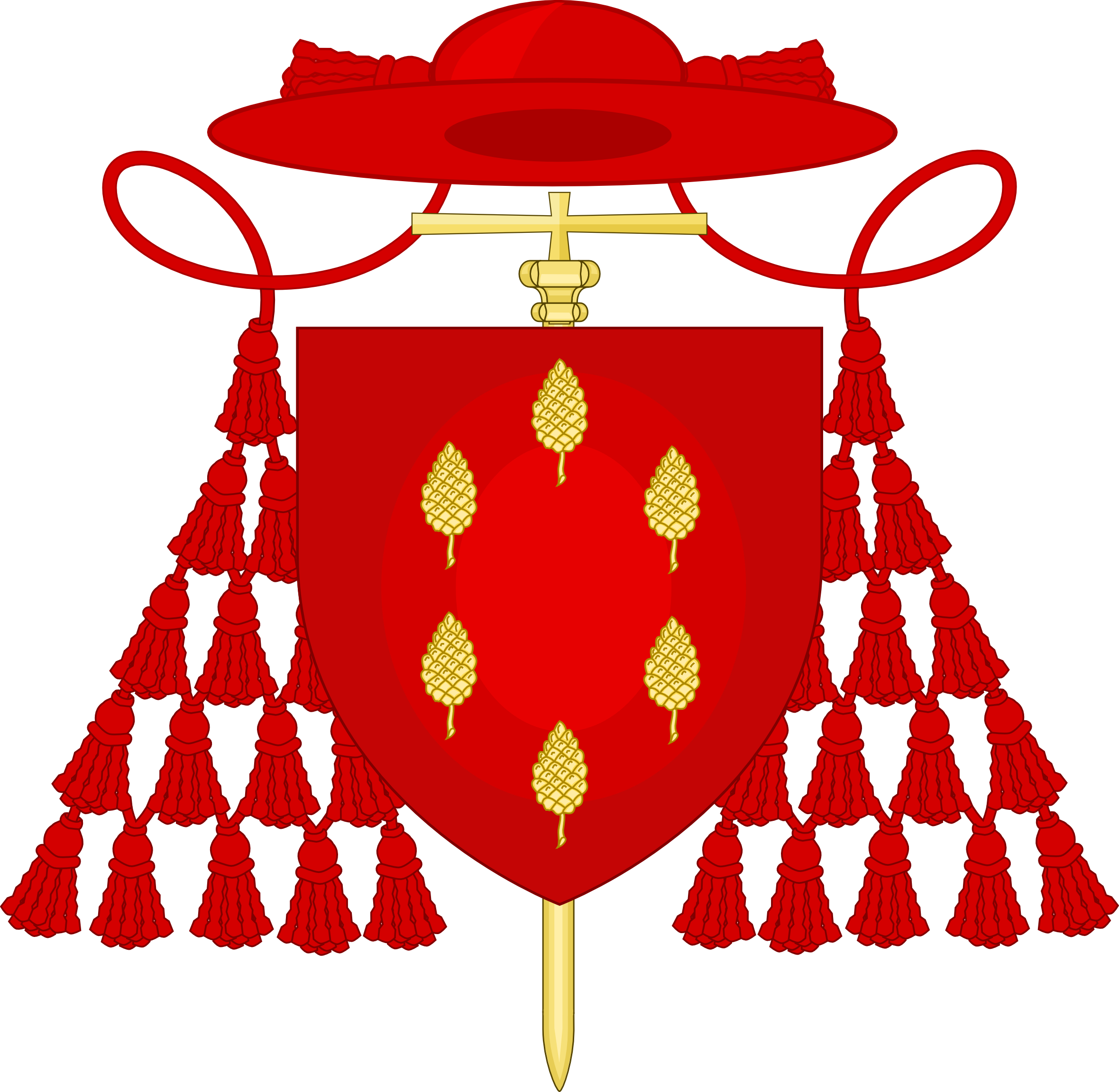
로베르토 벨라르미노의 추기경 문장

성 로베르토 벨라르미노(라틴어: Sanctus Robertus Bellarminus, 1542년 10월 4일 - 1621년 9월 17일) 또는 로베르토 프란체스코 로몰로 벨라르미노(이탈리아어: Roberto Francesco Romolo Bellarmino)는 이탈리아의 예수회원이자 로마 가톨릭교회의 추기경이다. 그는 조르다노 브루노와 갈릴레오 갈릴레이의 이설을 반박하고 가톨릭교회를 변호하는 일에 앞장섰다. 1930년 로마 교황청에 의해 성인으로 시성되었으며 ‘교회학자’라는 칭호를 얻었다.

## 일대기

### 초창기
벨라르미노는 몬테풀치아노에서 빈첸초 벨라르미노와 그의 아내 친치아 체르비니 사이에서 태어난 아들이자 교황 마르첼로 2세의 외가 쪽 조카로, 가난한 귀족 가문 출신이었다. 어린 시절의 그는 베르길리우스를 좋아했으며, 이탈리아어와 라틴어로 시를 짓는 등 스스로 두각을 나타냈다. 성무일도에 포함된 성녀 마리아 막달레나에 대한 찬미가는 바로 벨라르미노의 작품이다.
벨라르미노의 아버지는 자신의 아들이 정치적으로 출세하여 땅에 떨어진 가문의 영광을 되찾아 주기를 원했다. 그러나 벨라르미노가 예수회에 입회하기를 원했던 그의 어머니는 결국 남편을 설득하고야 말았다. 1560년에 벨라르미노는 견습수사가 되어 로마에 3년간 머물렀다. 그 후 그는 피에몬테주의 몬도비에 있는 예수회 수도원에 들어가 그리스어를 공부했다.
1567년 파도바 대학교에 입학한 벨라르미노는 토미니스트였던 교수들의 가르침을 받으며 신학을 체계적으로 공부하였다. 그러나 루뱅에 개신교가 널리 퍼져 가득 찼다는 사실을 접한 그는 개신교를 없애고자 1569년에 루뱅으로 갔다. 루뱅에서 사제 서품을 받은 그는 멀지 않아서 가톨릭 신자와 프로테스탄트 신자 가릴 것 없이 모든 사람을 자신의 설교에 끌어당기는 능력을 발휘하여 순식간에 교수이자 설교자로서 명성을 쌓았다.
그는 예수회원으로서는 최초로 대학 강단에서 강의한 인물이 되었으며, 주요 강의 주제는 성 토마스 아퀴나스의 《신학대전》이었다. 또한, 그는 자신의 저서 《교회의 저술가들》(De scriptoribus ecclesiasticis)을 쓰기 위한 자료를 얻고자 교부들에서부터 중세 신학자들에 이르기까지 광범위하게 공부하였다.

### 로마에서의 변증
벨라르미노는 루뱅에서 7년을 머물렀다. 공부와 고행 생활로 말미암아 건강이 나빠지자 그는 건강을 회복하고자 이탈리아로 여행을 떠났다. 그러던 중 그의 평판을 들은 교황 그레고리오 13세의 부름을 받아 새로 설립된 로마의 대학교에서 변증학을 강의하라는 임무를 부여받았다. 벨라르미노는 이를 영광스럽게 여기며 기꺼이 받아들였다.
벨라르미노는 11년간 헌신적으로 일했으며, 그 밖의 활동에도 열심히 하여 그 유명한 저서 《이 시대의 이단들에 대한 기독교 신앙논쟁 강의》(Disputationes de controversiis christianae fidei)가 1581-1593년 잉골슈타트에서 처음으로 출판되었다. 그의 영역은 교리 분야에서만 머물지 않고 바로니우스의 연대기와 같은 역사 분야에까지 확대되었다. 이 기념비적인 작품은 유럽 곳곳에 엄청난 양으로 인쇄되어 당시 여러 가지로 논란이 되었던 학설들을 신속하게 공격하였으며, 특히 많은 개신교 신자들의 회심을 불러왔으므로 독일과 잉글랜드에서는 황급히 전문 교수들이 그에 대한 반박 글을 준비하고 칼뱅파에서는 아예 그 책을 읽는 것을 금지할 정도였다.
| “ | 율법에 위배되는 모든 것이 죄가 되는 것은 아니다. | ” |

제1권은 하느님과 그리스도의 말씀 그리고 교황의 강론을 다루고 있다. 제2권은 세계 공의회와 교회의 권위 및 투쟁, 기다림 또는 승리를 다루고 있다. 제3권은 성사들을 다루고 있다. 그리고 제4권은 하느님의 은총, 자유의지, 의인 그리고 선행을 다루고 있다.

### 1589년 이후의 활동
1589년까지 벨라르미노는 대체로 신학교수로 활동하며 시간을 보냈지만, 이후로 새 교황을 통해 여러 직책을 도맡으면서 그의 인생은 기세 좋게 시작되었다.
프랑스의 앙리 3세가 살해당하자, 교황 식스토 5세는 프랑스 가톨릭 동맹과 상의하기 위해 파리로 갈 교황특사로 엔리코 가에타니를 파견하였으며, 그와 동행할 신학자로는 벨라르미노를 선택하였다. 그가 머무르는 동안 파리는 나바라의 앙리로부터 포위 공격을 받았다.
새로 선출된 교황 클레멘스 8세는 벨라르미노를 매우 중히 여겼다. 벨라르미노는 불가타 성경의 신판에 머리말을 썼으며 1592년에 로마 대학교의 총장이 되었다. 그리고 1598년에 주교단 조사관이 되었으며 1599년에는 추기경에 서임되었다. 추기경으로 임명하자마자 클레멘스 8세는 벨라르미노를 이단심문관에 임명하였다. 이단심문관으로서 벨라르미노는 조르다노 브루노의 종교재판 당시 재판관 가운데 한 사람으로 근무하였다. 브루노를 완고한 이단자로 보았던 그는 그에게 유죄판결을 내리는 데 동의하여 화형에 처하였다.
1602년에 벨라르미노는 카푸아 대교구장이 되었다. 그는 다원주의와 비(非) 권력 소재에 강력하게 반대하는 글을 썼으며, 교구장에 임명된 지 4일 만에 몸소 교구로 떠나 교구장의 직무에 헌신하였으며, 트리엔트 공의회의 개혁 작업에도 영향을 끼쳤다.
교황 바오로 5세(재위 1605-1621)의 치세 때, 교황청과 베네치아 간의 큰 갈등이 일어났다. 파올로 사르피 수사는 베네치아 공화국의 대변자로서 교황의 성무 정지 명령에 반대하며 이의를 제기하였다. 그는 콘스탄츠 공의회와 바젤 공의회의 원칙들을 거듭 주장하며, 세속 문제와 관련된 교황의 권위를 부정하였다. 이에 대해 벨라르미노는 베네치아 신학자들에게 세 가지 답변을 보낸 동시에 사르피에게 금방이라도 살인 공격이 일어날 것을 감지하고 그에게 적정한 훈계를 내려 어떻게든지 그의 목숨을 구하려고 애썼다.
로베르토 벨라르미노에게 한층 더 두드러진 적수와 논쟁을 벌일 기회가 찾아왔는데, 그는 다름 아닌 스스로 신학적 학식이 뛰어나다고 자부하던 잉글랜드의 제임스 1세 국왕이었다. 벨라르미노는 잉글랜드의 수석사제 조지 블랙웰에게 순명 서약을 했으면서 교황에 대한 의무를 명백하게 무시하고 있다며 그를 책망하는 서신을 보냈다. 제임스 1세가 1608년에 발표한 라틴어 논문을 통해 벨라르미노를 공격하자, 박식한 벨라르미노는 왕이 쓴 라틴어에 있는 결점들을 지적하며 조소하는 것으로 맞대응하였다.
제임스 1세는 좀 더 신경 쓴 문체의 글을 루돌프 2세 황제와 기독교 세계의 다른 모든 통치자에게 보내면서 두 번째 공격에 나섰다. 이러한 방식으로 제임스 1세는 스스로 근본적이고 진정한 기독교의 방어자를 자처하였다. 이에 대한 벨라르미노의 반박은 전체적인 논쟁에 대한 방위로서 다소 도움이 되었다.

### 과학에 대한 억압
벨라르미노가 이단심문관이 된 이후 지동설을 주장했던 조르다노 브루노가 그가 주재한 종교재판에 의해 화형당했다. 벨라르미노는 브루노에게 그의 주장을 철회할 것을 요구하였지만 부르노는 벨라르미노 추기경에게 "나는 내 주장을 철회해야할 이유가 없고, 그러지도 않을 것이다. 나는 철회할 것이 아무것도 없다"라고 말했다. 또 "내 형량이 선고되는 것을 듣는 당신들의 두려움이 나의 두려움보다 오히려 더 클 것이다"고 말했다. 부르노에게 선고가 내려진 직후 벨라르미노와 예수회 사제들은 브루노의 턱을 쇠로 된 재갈로 채우고, 쇠꼬챙이로 혀를 꿰뚫었으며, 또 다른 꼬챙이로 입 천장을 관통시켰다. 1600년 2월 19일 일요일. 브루노는 망토를 입은 '자비와 연민단'이라는 무리가 이끄는 수레에 실린 채 구경거리가 되어 로마 거리를 돌아다녔다. 예수회 사제들은 그를 발가벗긴 뒤 불태워 죽였다.
벨라르미노는 또 코페르니쿠스의 저서를 금서목록에 올렸고 코페르니쿠스를 따라 지동설을 주장한 갈릴레오의 저작들에 대한 조사에 주도적 역할을 하였다.
갈릴레오는 1613년 태양의 흑점이동을 바탕으로 코페르니쿠스가 옳고 프톨레마이오스가 틀렸음을 밝히는 3통의 편지를 출판하였다. 이에 벨라르미노는 1616년 3월 5일 코페르니쿠스 체계가 오류임을 공포하면서 코페르니쿠스의 책을 금서목록에 올렸다. 그 전에 벨라르미노는 이 사실을 갈릴레오에게 통보하면서 앞으로는 코페르니쿠스 체계를 지지하거나 변론해서도 안된다고 경고했다. 그러나 갈릴레오는 1632년 대작 〈2개의 주된 우주체계―프톨레마이오스와 코페르니쿠스―에 관한 대화 Dialogo sopra i due massimi sistemi del mondo, tolemaico e copernicaon〉를 저술했다. 갈릴레오는 이 책으로 다시 종교재판소에 회부되자 브루노와는 반대로 과거 자신의 주장을 "맹세코 포기하며, 저주하고 혐오한다"고 선언하고 겨우 풀려났다.

## 말년

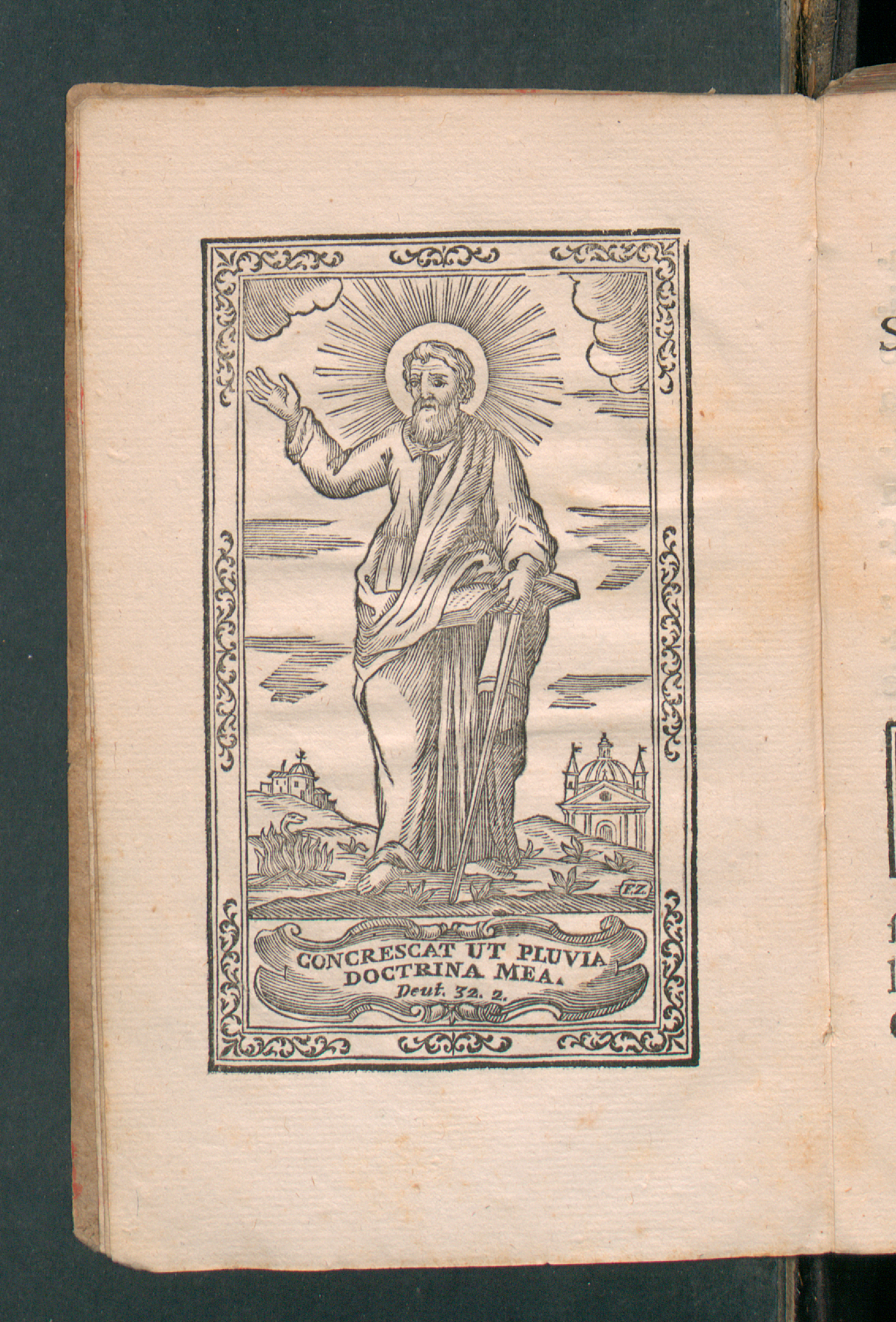
Dottrina cristiana breve, 1752

말년에 벨라르미노는 로마에 있는 예수회의 성 안드레아 대학교에서 은퇴하고 나서, 몬테풀치아노에 있는 자신의 옛 집으로 돌아와 그곳의 교구장으로 4년을 지냈다. 콘클라베에서 그는 교황 레오 11세, 교황 바오로 5세, 교황 그레고리오 15세 등의 선출에 표를 행사했다고 전해진다. 정작 벨라르미노 자신은 두 번이나 교황 후보자로 추천을 받았지만, 언제나 겸손한 마음으로 이를 사양했다.
은퇴기간에 그는 일반인의 영적 생활을 돕기 위한 목적으로 《하느님께 대한 신심 향상》(1614), 《잘 죽는 법》(1619), 《가상칠언》 등의 소책자를 집필하였다.
로베르토 벨라르미노는 1621년 9월 17일 로마에서 선종하였다.

## 시성과 무덤
수년간, 예수회원들은 벨라르미노의 시성을 달성하고자 부단히 노력하였다. 결국, 벨라르미노는 1930년 교황 비오 11세에 의해 시성되었다. 축일은 9월 17일로 지정되었다. 이듬해에는 교회학자로 선포되었다. 벨라르미노의 유해는 로마 대학교의 부속 성당인 산티냐치오 성당에 안장되었으며, 그 옆에는 제자인 성 알로이시오 곤자가가 묻혀 있다.